# Whiffs
Whiffs (C.A.S.H. (título em Portugal) ) é um filme norte-americano de 1975, do gênero comédia policial, dirigido por Ted Post e estrelado por Elliott Gould e Eddie Albert.
Whiffs é uma sátira ao Chemical Corps, setor das Forças Armadas dos Estados Unidos encarregado de tudo que se refere a armas químicas. Segundo Leonard Maltin, o filme é mais uma lamentável tentativa de se repetir a loucura de MASH. Já para o autor de "The Films of 20th Century Fox", a comédia não consegue agradar porque o tema é tão assustador que não permite muitos risos.
A canção "Now That We're in Love", de George Barrie e Sammy Cahn, foi indicada ao Oscar e ao Globo de Ouro.

## Sinopse
Dudley Frapper se dispõe a servir de cobaia para experiências com armas químicas e biológicas. Os testes resultam em vários efeitos colaterais, como impotência, o que o leva à aposentadoria. Para vingar-se, ele e Chops Mulligan, seu amigo pilantra, começam a roubar bancos com o uso de gases experimentais. Eles chegam a cobrir toda uma cidade com uma dessas armas para roubar dois bancos!

## Premiações
| Patrocinador                                            | Prêmio       | Categoria              | Situação |
| ------------------------------------------------------- | ------------ | ---------------------- | -------- |
| Academia de Artes e Ciências Cinematográficas           | Oscar        | Melhor Canção Original | Indicado |
| Associação de Correspondentes Estrangeiros de Hollywood | Golden Globe | Melhor Canção Original | Indicado |

## Elenco
| Ator/Atriz        | Personagem             |
| ----------------- | ---------------------- |
| Elliott Gould     | Dudley Frapper         |
| Eddie Albert      | Coronel Lockyer        |
| Harry Guardino    | Chops Mulligan         |
| Godfrey Cambridge | Dusty                  |
| Jennifer O'Neill  | Tenente Scottie Hallam |
| Alan Manson       | Detetive Poultry       |
| Don 'Red' Barry   | Sargento Post          |
| James Brown       | Patrulheiro rodoviário |